# Malcom Ferdinand
Malcom Ferdinand, geboren in 1985, is milieu-ingenieur, doctor in de politieke wetenschappen aan de Universiteit van Parijs-Diderot en onderzoeker bij het CNRS, een openbare multidisciplinaire onderzoeksorganisatie die onder het Franse ministerie van Hoger Onderwijs, Onderzoek en Innovatie valt. Hij bestudeert de interacties tussen koloniale geschiedenis en milieuvraagstukken in de Caribische context.

## Biografie
Malcom Ferdinand groeide op in Martinique, waar hij zich al snel bewust werd van sociale ongelijkheid en milieuproblemen.
Tijdens zijn studie civiele techniek aan het University College London specialiseerde hij zich tijdens een uitwisselingsjaar in Australië in milieukwesties (ingénierie de l’environnement).
Nadat hij zes maanden bijdroeg aan een humanitaire missie in Darfur (Soedan), kwam hij tot de conclusie dat zijn technische kennis niet toereikend was om milieuproblemen goed te begrijpen. Vervolgens besloot hij daarom een masteropleiding filosofie en politieke sociologie te volgen aan de Universiteit Paris-Diderot in Parijs, waar hij zijn proefschrift met de titel "Nadenken over ecologie vanuit de Caribische wereld" (Penser l'écologie depuis le monde caribéen) verdedigde.

## Publicaties
Malcom Ferdinand publiceerde eerst voornamelijk in wetenschappelijke tijdschriften. In 2015 publiceerde hij in de Revue française des affaires sociales een artikel over het gebruik van chloordecon op Martinique en Guadeloupe, en de relatie met sociale en politieke gelijkheid. Hetzelfde jaar publiceerde hij in het tijdschrift Multitudes eveneens een artikel waarin hij beschreef hoe literatuur een bijdrage kan leveren aan het denken over postkoloniale ecologie in het Caribisch gebied. In de jaren erna publiceerde hij onder andere het artikel 'Xénopolis' (2018) in het tijdschrift Tumultes, en 'Voor een dekoloniale ecologie' (2020) in het tijdschrift Projet.
In 2019 publiceerde Ferdinand bij uitgeverij Éditions du Seuil zijn eerste boek, onder de titel Een dekoloniale ecologie (Une écologie décoloniale). Daarin legde hij verbanden tussen ecologie en kolonialisme uit door de strijd van de marrons en de antikoloniale strijd vanuit een ecologisch perspectief te belichten. Hij analyseert en bespreekt ook het begrip Antropoceen vanuit het historische perspectief van het kolonialisme. Het boek werd bekroond met de jaarlijkse prijs die de Fondation de l'écologie politique uitreikt voor het leveren van een belangrijke bijdrage aan de bevordering van het ecologische denken en het begrijpen van ecologische problemen, en werd onder andere in het Engels en het Braziliaans Portugees vertaald.
In 2024 publiceerde hij zijn tweede boek De aarde liefhebben: het ongedaan maken van het koloniale wonen (S'aimer la Terre: Défaire l'habiter colonial), waarin hij speciale aandacht besteed aan het chloordecoonschandaal op de Franse Antillen.